# Choconsaurus
Choconsaurus ("ještěr z Villa el Chocón") byl rod sauropodního dinosaura ze skupiny Titanosauria, který žil v období rané svrchní křídy (geologický stupeň cenoman, asi před 97 až 94 miliony let) na území dnešní argentinské provincie Neuquén. 

## Popis
Fosilie tohoto sauropoda byly objeveny v sedimentech geologického souvrství Huincul, z něhož známe i fosilie jednoho z největších známých dinosaurů vůbec, rodu Argentinosaurus. Objevena byla téměř kompletní série dorzálních obratlů i další části kostry. Četné autopomorfie ukazují, že tento sauropod byl samostatným rodem titanosaura a podle provedené fylogenetické analýzy nepatřil přímo do vývojově pokročilejší skupiny Eutitanosauria.